# Distrikt Yurimaguas
Der Distrikt Yurimaguas liegt in der Provinz Alto Amazonas in der Region Loreto in Nordost-Peru. Er wurde am 7. Februar 1866 gegründet. Der Distrikt hat eine Fläche von 2847 km². Beim Zensus 2017 wurden 92.882 Einwohner gezählt. Im Jahr 1993 lag die Einwohnerzahl bei 50.369, im Jahr 2007 bei 63.345. Verwaltungssitz ist die auf einer Höhe von 147 m gelegene Provinzhauptstadt Yurimaguas mit 68.892 Einwohnern (Stand 2017). Yurimaguas liegt am linken Flussufer des Río Huallaga, 215 km oberhalb dessen Mündung in den Río Marañón. Im Süden des Distrikts werden großflächig Ölpalmen angebaut.

## Geographische Lage
Der Distrikt Yurimaguas liegt östlich der peruanischen Ostkordillere am Westrand des peruanischen Amazonasgebietes im zentralen Süden der Provinz Alto Amazonas. Der Río Huallaga durchquert den Ostteil des Distrikts in überwiegend nördlicher Richtung. Dessen Nebenflüsse Río Shanusi und Río Paranapura entwässern den Westteil des Distrikts.
Der Distrikt Yurimaguas grenzt im Westen an den Distrikt Balsapuerto, im Norden an den Distrikt Jeberos, im Nordosten an den Distrikt Santa Cruz, im Osten an den Distrikt Teniente César López Rojas sowie im Süden an die Distrikte Barranquita und Caynarachi (beide in der Provinz Lamas).

## Orte
Im Distrikt gibt es neben der Provinzhauptstadt Yurimaguas folgende größere Orte:
- Munichis (1871 Einwohner)
- Pampa Hermosa (5235 Einwohner)
- San Juan de Pamplona (1039 Einwohner)